# Фисанович, Израиль Ильич
Изра́иль Ильи́ч Фисано́вич (10 [23] ноября 1914, Елисаветград — 27 июля 1944, Норвежское море) — советский военный моряк-подводник, Герой Советского Союза (3.04.1942). Капитан 2-го ранга (7.04.1943).

## Биография
Родился 10 (23) ноября 1914 (по другим данным 14 (27) октября 1914 года) в бедной еврейской семье в городе Елисаветграде (ныне город Кропивницкий, Украина).
Его отец Фисанович Илья Львович был призван в Русскую императорскую армию, где на фронтах Первой мировой войны воевал рядовым в составе конного артиллерийского полка и вернулся домой в 1918 году.
В 1922 году семья переезжает в Харьков. Здесь Израиль закончил семилетнюю школу и поступил в школу фабрично-заводского ученичества при заводе сельхозмашин «Серп и молот». После успешного окончания ФЗУ в 1932 году, Харьковский горком КСМУ направляет его по именной путёвке на военную службу на флот.

### Предвоенная служба
С 1932 года — на службе в РККФ, курсант Военно-морского училища имени М. В. Фрунзе. За время обучения курсант Фисанович получил четырнадцать поощрений командования и был награждён за отличные успехи в учёбе именными серебряными часами от Наркома Обороны К. Е. Ворошилова.
После окончания училища с мая 1936 года лейтенант Фисанович служил на Балтийском флоте: командир штурманской боевой части на подводной лодки М-77, с марта 1938 — дивизионный штурман 25-го дивизиона ПЛ, с июля 1938 — командир подводной лодки подводной лодки типа «Малютка» М-84. В августе 1938 года переведен на Северный флот ВМФ СССР на должность флагманского штурмана штаба флота, а в сентябре того же года стал флагманским штурманом бригады подводных лодок Северного флота. Участвовал в советско-финской войне 1939—1940 годов.
В начале 1941 года по представлению командования был откомандирован в Ленинград на обучение в Высшие специальные курсы командного состава Учебного отряда подводного плавания (КУОПП) имени С. М. Кирова.
Сразу после начала Великой Отечественной войны Фисановичу спешно вручили диплом об окончании курсов и вновь направили на Север. 8 июля 1941 года он вступает в должность помощника командира подводной лодки Щ-404, а 22 июля назначается командиром подводной лодки М-172, сменив отстранённого от командования за трусость в походе прежнего командира старшего лейтенанта Д. Я. Лысенко.

### Великая Отечественная война
18 августа 1941 года М-172 под его командованием вышла в боевой поход. 21 августа первой проникла во вражескую гавань Лиинахамари и торпедировала транспорт, стоявший у пирса. Спустя сутки лодка под носом у вражеских батарей отправляет на дно Баренцева моря паровую яхту противника.
Фисанович не только первым прорвался по узкому длинному фьорду во вражеский порт Петсамо, но и первым среди командиров бригады подводных лодок Северного флота потопил за один поход два транспорта врага.
К середине декабря 1941 года под командованием Израиля Фисановича М-172 совершила 7 боевых походов, в которых потоплено 3 транспорта противника, а также высажено в немецком тылу 2 разведгруппы. За эти подвиги был представлен к званию Героя.
Указом Президиума Верховного Совета СССР «О присвоении звания Героя Советского Союза начальствующему составу Военно-морского флота» от 3 апреля 1942 года за «образцовое выполнение боевых заданий командования на фронте борьбы с немецкими захватчиками и проявленные при этом отвагу и геройство» удостоен звания Героя Советского Союза с вручением ордена Ленина и медали «Золотая Звезда» (№ 658).
Указом Президиума Верховного Совета СССР от 3 апреля 1942 года подводная лодка М-172 награждена орденом Красного Знамени. 25 июля 1943 года (вскоре после ухода Фисановича на повышение) приказом наркома Военно-Морского флота экипаж Краснознамённой подводной лодки М-172 был преобразован в гвардейский. В истории советского флота имелось всего 4 гвардейских Краснознамённых корабля и один из них «малютка» М-172. Все члены экипажа М-172 были награждены орденами и медалями, многие неоднократно.
Всего в качестве командира подводной лодки М-172 Израиль Фисанович выполнил 17 боевых походов, произведя в них 13 торпедных атак (выпущено 20 торпед). По его докладам в них потоплено 8 транспортов противника, эсминец, сторожевой корабль и другие корабли, всего 13 единиц. По данным послевоенных исследований, фактически достоверно подтверждается только потопление одного сторожевого корабля V-6115 1 февраля 1943 года (погибли 45 членов экипажа сторожевика, 7 спасены).
В июне 1943 года капитан 2-го ранга Израиль Ильич Фисанович вступил в должность командира дивизиона бригады подводных лодок Северного флота. На этом посту в качестве старшего на борту выполнил ещё один боевой поход на подводной лодке М-107, в котором 11 сентября 1943 года был потоплен противолодочный корабль противника.
В те же годы Израиль Ильич избирается членом президиума Еврейского антифашистского комитета.
В декабре 1943 года отозван в распоряжение командующего Северным флотом и командирован в Великобританию, где англичане должны были передать Советскому Союзу в счёт репараций с Италией четыре английские подводные лодки. Их нужно было изучить и переправить своим ходом на советскую военную базу. В апреле 1944 года в Англии вступил в должность командира подводной лодки типа S-«Sunfish» (81S). За два месяца опытные подводники под командованием И. Фисановича освоили корабль получившую 30 мая после поднятия на ней Советского военно-морского флага индекс «В-1».

### Гибель
25 июля 1944 года подводная лодка В-1 под советским военно-морским флагом вышла из шотландского порта Леруик на Шетландских островах, но на пути в Полярный погибла. Долгое время причины её гибели оставались невыясненными. Только в послевоенные годы немецким и советским историкам удалось установить, что в 9 часов 39 минут по Гринвичу 27 июля 1944 года лодку атаковал и потопил самолёт «Liberator» 86-й авиаэскадрильи Берегового командования ВВС Великобритании, в 230 милях к северу от Шетландских островов, в точке с координатами 64°34′ с. ш. 1°16′ в. д..
В послевоенные годы публиковались различные версии обстоятельств, при которых подводная лодка Фисановича была затоплена, однако достоверных сведений на этот счёт до настоящего времени[какого?] нет.
Фисанович сочинял стихи, песни, писал газетные и журнальные статьи. В 1944 году, ещё при жизни, была издана его книга «Записки подводника», повествующая о боевых делах подводников-североморцев в Великой Отечественной войне. Им же подготовлена рукопись книги «История Краснознамённой М-172». Книга вышла в свет в 1956 году.

## Награды
- Медаль «Золотая Звезда» Героя Советского Союза (03.04.1942);
- Орден Ленина (03.04.1942);
- Два ордена Красного Знамени (06.11.1941, 02.06.1942);
- Орден Отечественной войны 1-й степени (29.01.1943);
- Военно-морской крест (США) (07.1943)[16];
- Наградные серебряные часы (06.1936);
- «Отличник ВМФ».

## Воинские звания
- лейтенант (05.1936)[17]
- старший лейтенант (13.07.1938)
- капитан-лейтенант (07.1941)
- капитан 3-го ранга (27.05.1942)
- капитан 2-го ранга (7.04.1943)

## Семья
Супруга — Елена Андреевна Фисанович (Бурьянова), (1913—1985), дочь депутата IV Государственной думы, плехановца А. Ф. Бурьянова, родилась в г. Харькове, в предвоенный год закончила ЛЭТИ, электротехнический факультет по специальности «Электрооборудование подводных лодок». Сын — Тарас Фисанович (род. в 1939), хирург-онколог, кандидат медицинских наук, с 1999 года живёт в г. Гамбурге.

## Память

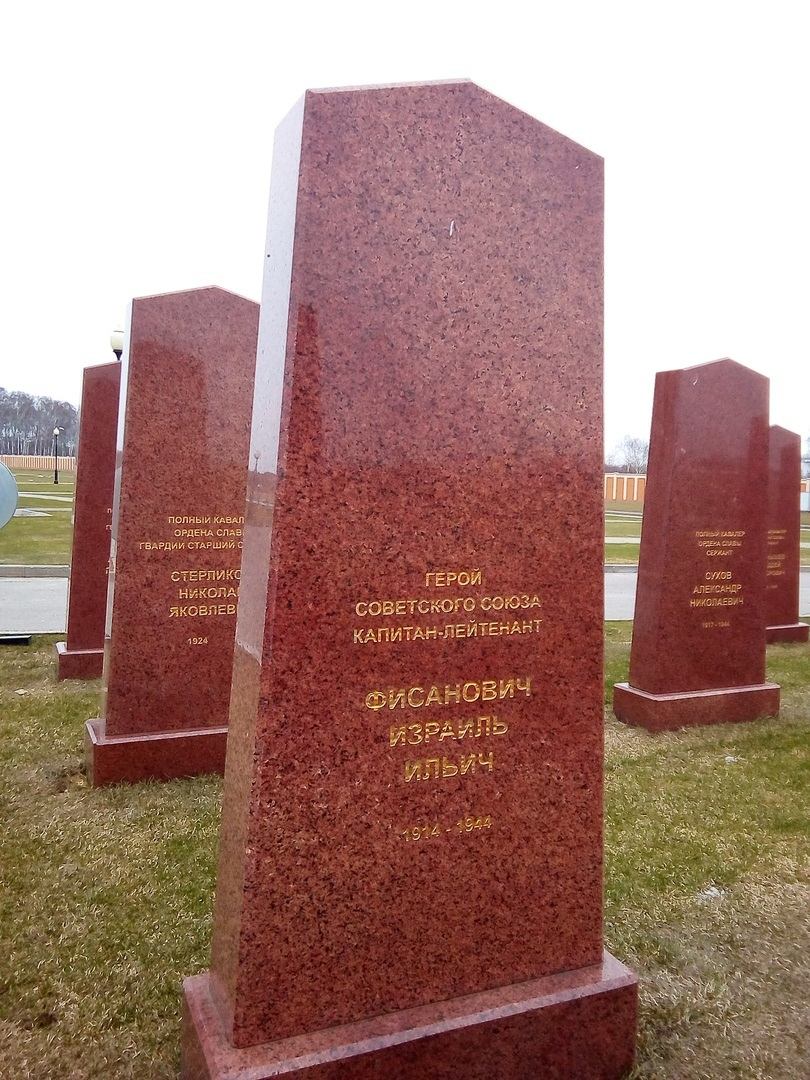
Кенотаф на Федеральном военном мемориальном кладбище

- В 2016 году на Федеральном военном мемориальном кладбище установлен кенотаф[19].
- Герой Советского Союза капитан 2-го ранга Израиль Ильич Фисанович был навечно зачислен в списки Военно-морского училища имени М. В. Фрунзе, его имя навсегда занесено в список одной из воинских частей Северного флота.
- В Киеве установлен памятник подлодке М-172 и её командиру. Ему посвящены экспозиции в Центральном Военно-Морском музее в Санкт-Петербурге и в музее Северного флота в Полярном. Барельефы с его изображением установлены в Полярном и в Харькове.
- В 1949 на заседании исполкома Полярного городского Совета депутатов трудящихся от 14 июня был принят протокол № 17 «О переименовании улиц в городе Полярный в связи с 50-летием его основания». На основании данного протокола принято решение улицу 3 Линия переименовать и назвать улицей Фисановича. В Харькове по ходатайству ветеранов завода «Серп и Молот», решением исполкома Совета народных депутатов от 12 апреля 1990 года № 90, улица 2-я Поперечная была переименована в улицу Героя Советского Союза И. И. Фисановича. В Кропивницком (Кировограде) решением исполкома Кировоградского Совета народных депутатов от 07 июня 1965 года № 435 улица Нижняя Пермская была переименована в улицу имени И. И. Фисановича.
- 23 ноября 1989 году в Харькове была открыта первая мемориальная доска Герою Советского Союза Израилю Ильичу Фисановичу, на доме, где он жил на улице Рымарская, 23-а[20]. В дальнейшем мемориальная доска с барельефом из цветного металла была похищена, кем был совершен акт вандализма милиция не установила. В 2004 году к 90-летию со дня рождения Героя на том же месте была открыта вторая мемориальная доска (вместо похищенной, с тем же текстом)[21]
- 31 июля 2011 года состоялось открытие третей мемориальной доски Герою Советского Союза И. Фисановичу на доме 23-а по улице Рымарской в Харькове[22][23].
- 3 апреля 2012 года состоялось открытие мемориальной доски Израилю Фисановичу на доме № 2 на улице названной его именем в Харькове[24]. Открытие было приурочено к 70-летию присвоения И. И. Фисановичу звания Героя Советского Союза.[25].
- 7 декабря 2021 года на Воинском мемориале Харьковского кладбища № 3, в соответствии с Решением Харьковского городского головы от 11.08.2021 № 644, был открыт кенотаф Израилю Фисановичу.
- Общественные организации ветеранов-подводников в городах Кропивницком и Харькове носят имя И. И. Фисановича.
- Имя И. Фисановича высечено на одной из плит мемориала подводникам, погибшим в годы Второй мировой войны, в городе Данди (Шотландия)[26][27].
- В 1942—1943 гг. НКС СССР выпустил две почтовые открытки с портретами И. И. Фисановича. Советской писатель Вениамин Каверин написал о Фисановиче очерк «История малютки», опубликованный в газете «Известия» 27 июля 1943 года.

## Образы в литературе и искусстве
27 июля 1943 года. Каверин же упоминал его подвиг в своём самом знаменитом романе «Два капитана». Имя И. Фисановича можно встретить в произведениях Макса Зингера[где?], Николая Михайловского[где?], Аркадия Иосифовича Хасина в рассказе "Утоплен враг, идём сквозь сталь и пламя", Георгия Семёнова[где?], Николая Ланина[где?], Льва Кассиля[где?], Александра Солженицына[где?]. О нём писал поэт Асеев. Его портреты рисовали академики Герасимов и О. Г. Верейский, художник Н. Евграфов, его бюсты лепили скульпторы Кербель и Манизер.